# Dryadillo bedaliensis
Dryadillo bedaliensis är en kräftdjursart som först beskrevs av Johann Moritz David Herold 1931.  Dryadillo bedaliensis ingår i släktet Dryadillo och familjen Armadillidae. Inga underarter finns listade i Catalogue of Life.